# Nyayik Sansar
Nyayik Sansar es una organización no gubernamental sin ánimo de lucro nepalí, fue establecida en 2009 con la creencia de que trabajar colectivamente puede fortalecer y mejorar las comunidades más desfavorecidas y marginadas socialmente.
La organización está registrada en Katmandú y está afiliada al consejo de bienestar social. Desde su creación, Nyayik Sansar trabaja en colaboración con la organización no gubernamental israelí Tevel B'Tzedek.
Nyayik Sansar trabaja hacia una sociedad justa, donde las personas son apoderadas; socialmente, económicamente, políticamente, culturalmente y legalmente. La organización hace énfasis en un enfoque holístico para el desarrollo de la comunidad y, por lo tanto, se centra en todos los principales problemas y desafíos a los que se enfrentan las comunidades donde la ONG trabaja.
Los programas de Nyayik Sansar se centran en la formación por el desarrollo de las habilidades, la formación para el desarrollo de las capacidades, el trabajo en equipo, la concienciación, la sensibilización y el cambio de comportamiento. Los principales beneficiarios de la ONG, son las comunidades étnicas marginadas y los grupos de las castas más desfavorecidas.
Su misión es buscar una sociedad pacífica, inclusiva y armoniosa, llena de oportunidades en la cual todas las personas sean tratadas por igual, independientemente de su casta, género o estatus social y económico, y que puedan vivir su vida con dignidad. Empoderar a los agricultores, a las mujeres, a los jóvenes y a los niños de las comunidades desfavorecidas para garantizar la justicia social, mediante el aumento de las oportunidades y el sentido de pertenencia y compromiso con sus respectivas comunidades. Su objetivo es crear un entorno favorable donde las comunidades socialmente excluidas pueden disfrutar de sus derechos.
La ONG ha intervenido directamente en las comunidades rurales y en los barrios marginales de la ciudad, durante un periodo de entre 3 y 5 años. Durante este tiempo el personal vivió en la comunidad las 24 horas del día, los 7 días de la semana, y desarrolló unos fuertes vínculos con la comunidad.
Inicialmente, el personal de la organización dirigió los grupos de mujeres y de jóvenes, así como los proyectos comunitarios como por ejemplo los sanitarios de biogás. Aun así, tan pronto como los grupos estuvieron muy establecidos, los miembros de la organización empezaron a capacitar a los miembros de la comunidad local para dirigir la actividad. De este modo, el desarrollo de la actividad podrá ser realizado por los líderes comunitarios locales cuando el personal de la ONG extranjera abandone el país, después del periodo de intervención directa, aunque el personal extranjero continuará supervisando a la ONG local durante algunos años.
La intervención agrícola se basa en la misma idea. Al principio, los expertos en agricultura llevaron a cabo las sesiones de capacitación en una granja de demostración que abrieron en las áreas donde estaban. Después de introducir los conceptos y los métodos básicos, los expertos de la ONG asesoraron a los agricultores para llevar a cabo la implementación de las técnicas agrícolas en sus propias comunidades rurales.